# Brachylophosaurini
Brachylophosaurini es una tribu extinta de dinosaurios ornitópodos hadrosáuridos que vivieron durante el Cretácico tardío (hace aproximadamente 80 y 76 millones de años, en el Campaniense), en lo que actualmente es Norteamérica y posiblemente en Asia.

## Descripción

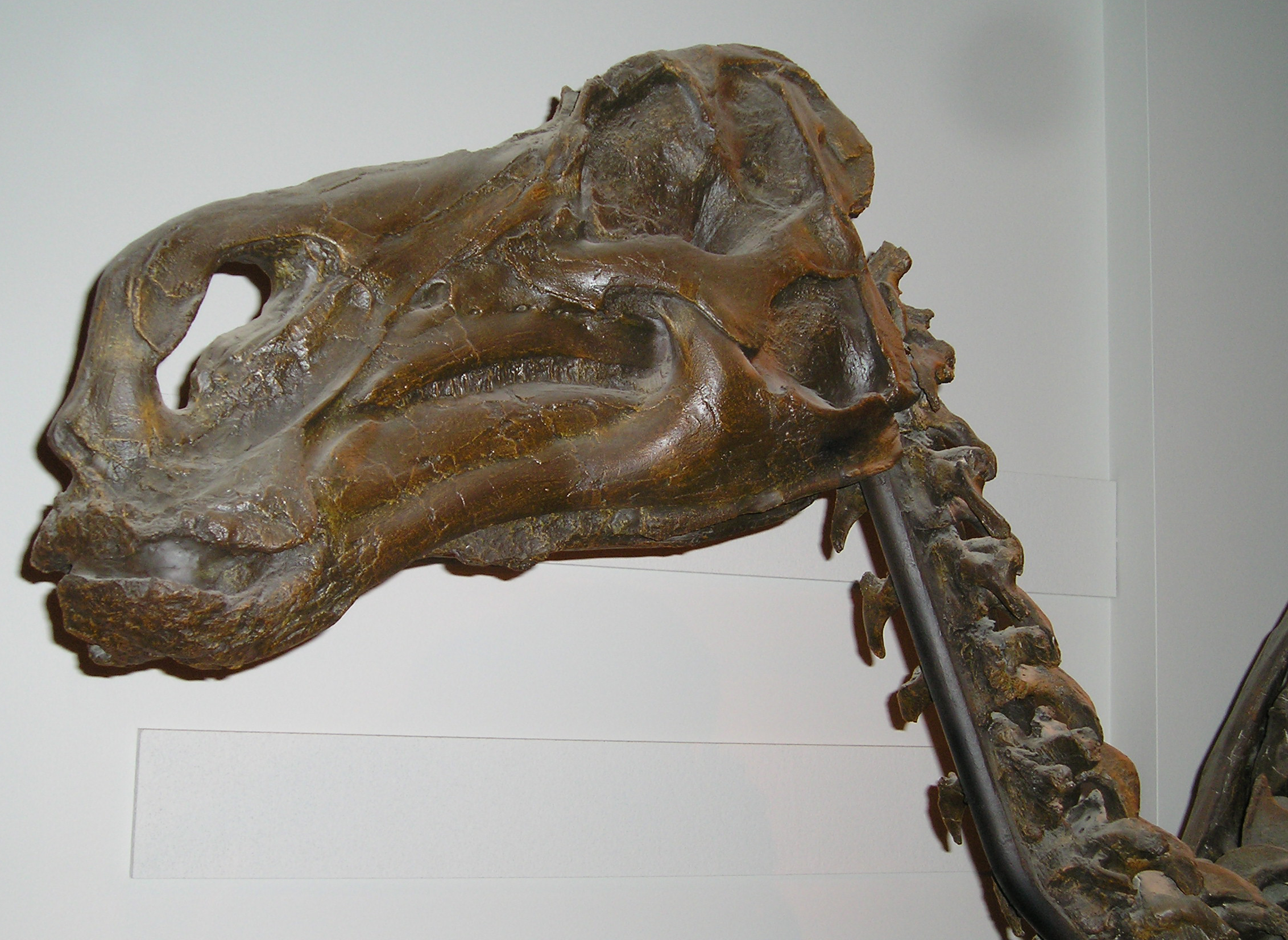
Cráneo de un Maiasaura.

Brachylophosaurini es uno de los cuatro taxones a nivel tribu nombrado y definido dentro de la subfamilia Saurolophinae. Se caracterizan por su cresta ósea con forma plana formando una placa como sobre el techo del cráneo. Además tienen rasgos muy primitivos, siendo la tribu más antigua en evolucionar dentro de esta subfamilia.
Terry A. Gates propuso la siguiente combinación de características (refiriéndolo a la subfamilia Hadrosaurinae y no a Saurolophinae)  como la diagnosis de este grupo: "Hadrosáuridos hadrosaurinos que poseen un diastema aproximadamente de un tercio de la longitud de la hilera de dientes; largo proceso anteromedial maxilar visto a través de las fosas nasales externas y no asociado con el descenso premaxilar; proceso anterior del yugal dorsoventralmente simétrico; el reborde yugal posoventral largo y estrecho, claramente separado del cuerpo jugal más prominente que en Gryposaurus o Kritosaurus; alar más grande y angulado que en otras especies de hadrosaurinos; cresta profundamente desarrollada, que se extiende ventralmente entre y hasta el nivel ventral de los procesos basipterigóides; un proceso mediano corto, mediolateralmente estrecho en la cresta del basipterigóide que es mucho más pequeño que en todos los otros taxones de Hadrosaurinae".

## Historia
La primera versión de este clado la acuñó el paleontólogo estadounidense John R. Horner como una subfamilia dentro de Hadrosauridae llamada "Maiasaurinae", la cual tiene muchas semejanzas en la diagnosis actual de Brachylophosaurini.
Paul Sereno publicó una definición concreta de este mismo clado, relegándolo a una tribu en el 2005: "El clado más inclusivo que contiene a Maiasaura peeblesorum (Horner & Makela, 1979) pero no a Edmontosaurus regalis (Lambe, 1917) ni a Saurolophus osborni (Brown, 1912)". En contra parte, el nombre otorgado para el clado no tuvo mucha relevancia y en su lugar se usaba en término "clado Brachylophosaurus-Maiasaura".
Brachylophosaurini fue nombrada y definida como tal por Gates y compañía en el 2011 como: "Todos los ornitópodos hadrosaurinos más cercanos a Brachylophosaurus, Maiasaura o Acristavus que Gryposaurus o Saurolophus". Esta definición fue actualizada en 2015 para incluir al género Probrachylophosaurus dentro de la tribu.

## Galería

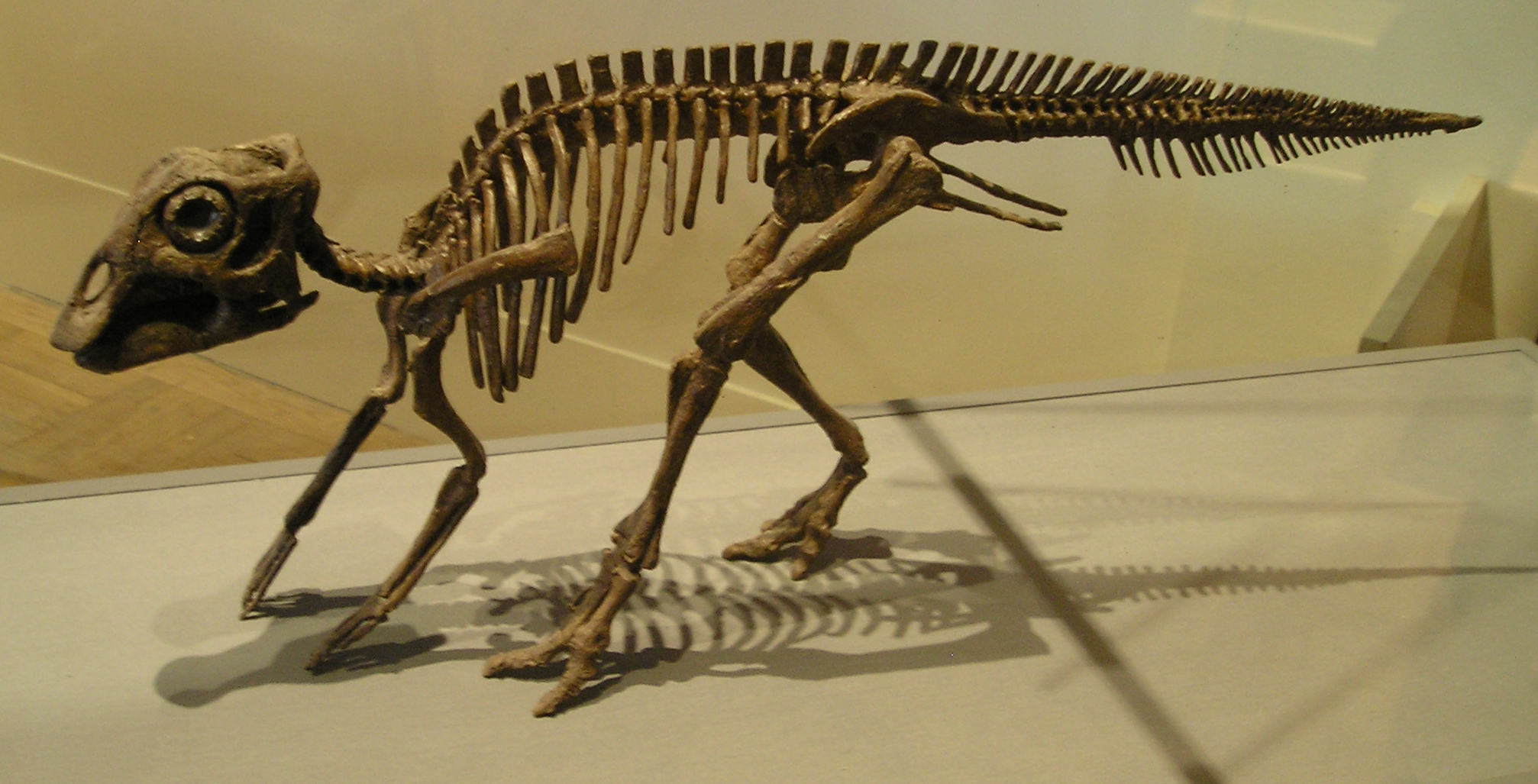
Esqueleto de un bebé de Maiasaura.
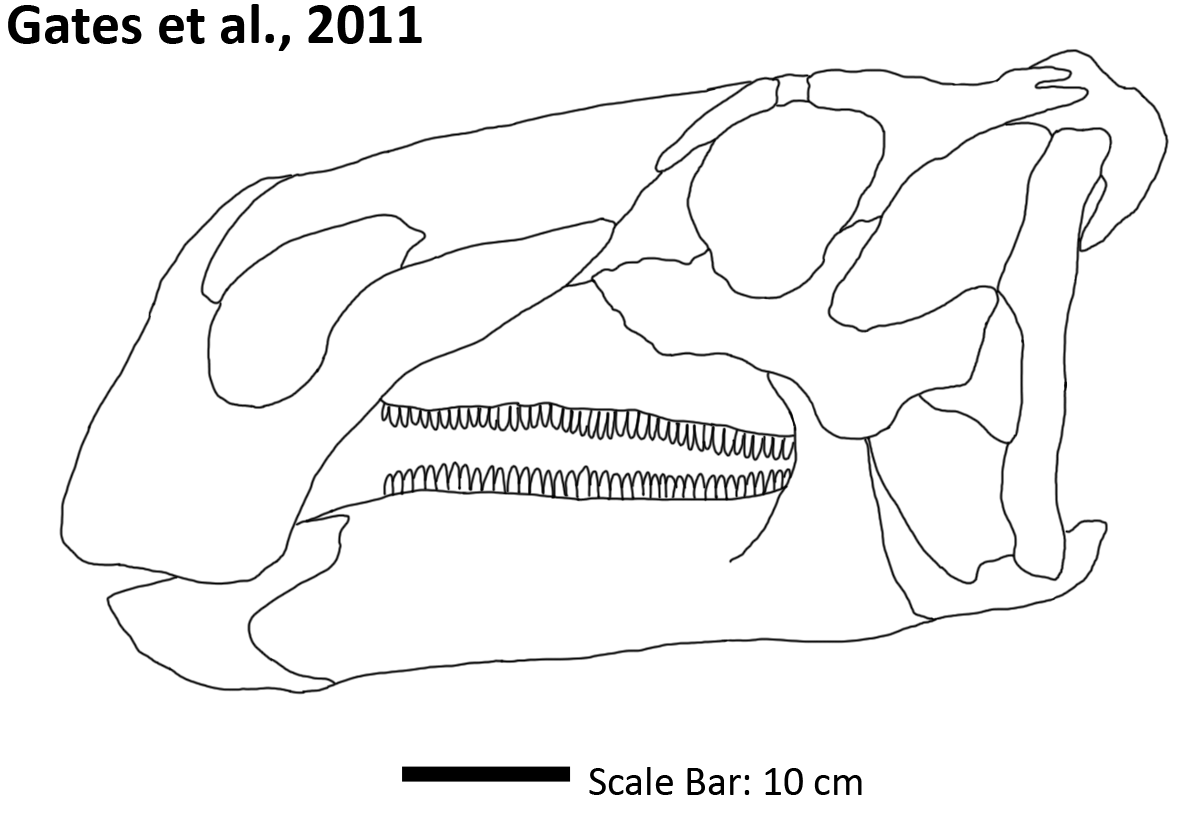
Representación del cráneo de Acristavus
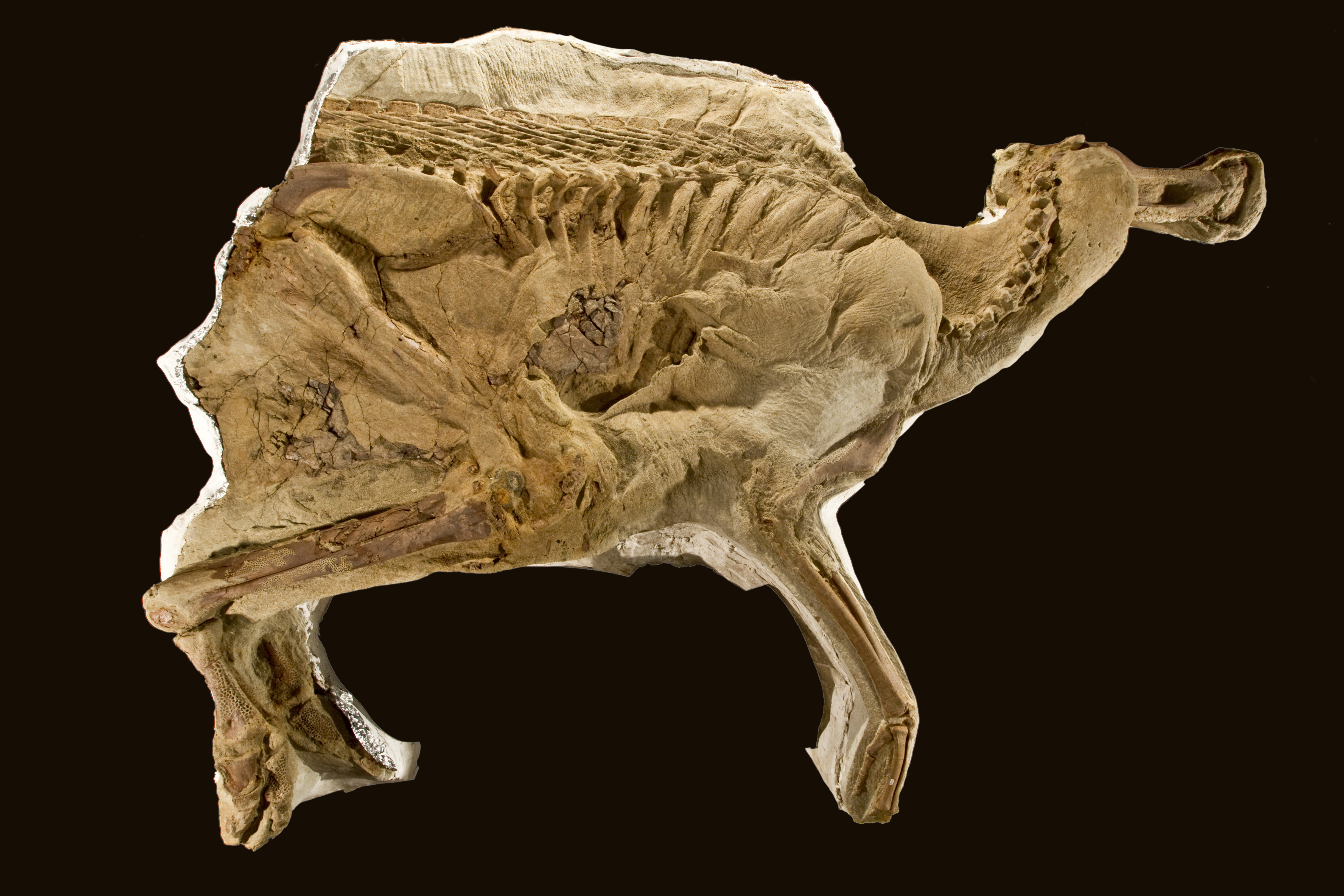
Esqueleto momificado "Leonardo" de un Brachylophosaurus.